# اكادير الشمس (آيت ايمور)
اكادير الشمس هو دُوَّار يقع بجماعة اكفاي، عمالة مراكش، جهة مراكش آسفي في المملكة المغربية. ينتمي الدوّار لمشيخة آيت ايمور التي تضم 28 دوار. يقدر عدد سكانه بـ 17 نسمة حسب الإحصاء الرسمي للسكان والسكنى لسنة 2004.

## روابط خارجية
- البوابة الوطنية للجماعات الترابية
- المندوبية السامية للتخطيط